# Othon Friesz
Achille Émile Othon Friesz, född 6 februari 1879 i Le Havre, Frankrike, död 10 januari 1949 i Paris, var en fransk postimpressionistisk målare och formgivare.

## Biografi
Othon Friesz kom från en lång rad sjökaptener och skeppsbyggare. I skolan mötte han Raoul Dufy och tillsammans studerade de på konstskola i Le Havre åren 1895–1896. De flyttade senare till Paris där de lärde känna Matisse, Albert Marquet och Georges Rouault och han var under en tid fauvist, med vilka han ställde ut 1907. Året efter reste han tillbaks till Normandie där han startade en egen ateljé och tog emot studerande. Vid krigsutbrottet 1914 tog han värvning och han blev kvar under hela kriget. Efter kriget flyttade han till Paris igen och blev kvar till sin död 1949. Verkade som lärare vid Maison Watteau. Han upphörde med fauvisternas bjärta färger och återvända till en mer traditionell och sober palett och avbildning.

## Galleri

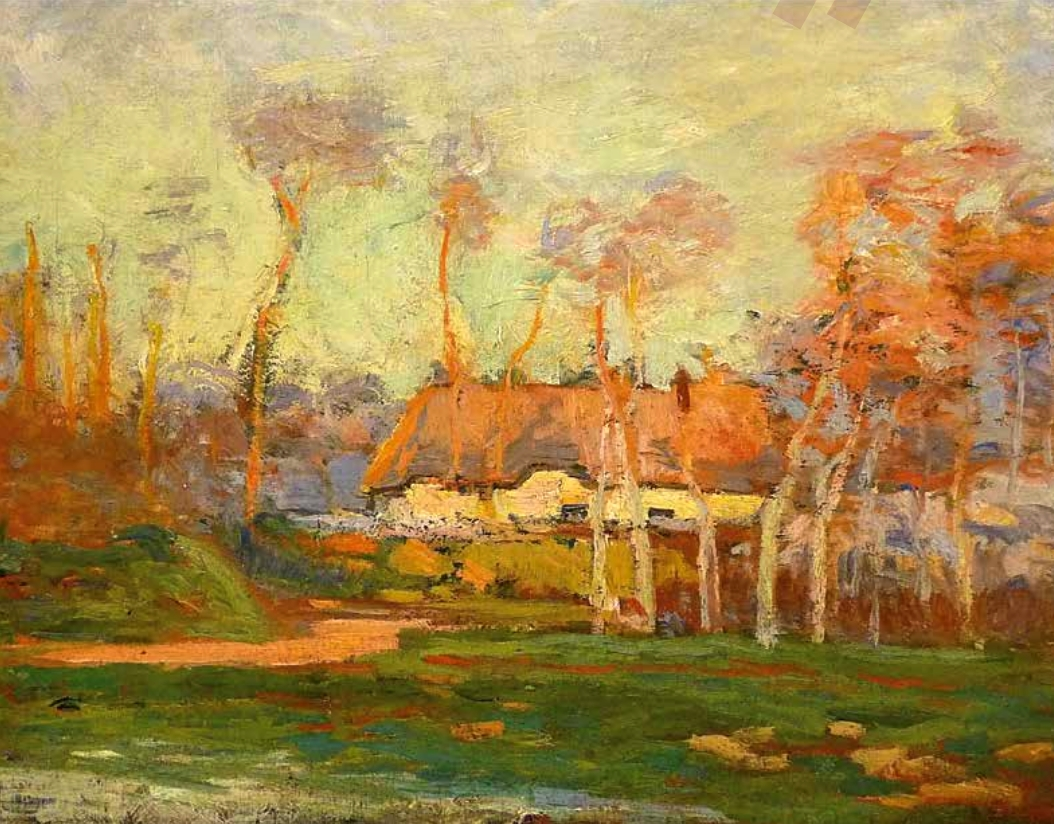
La chaumière à Fontaine-la-Mallet (1901)
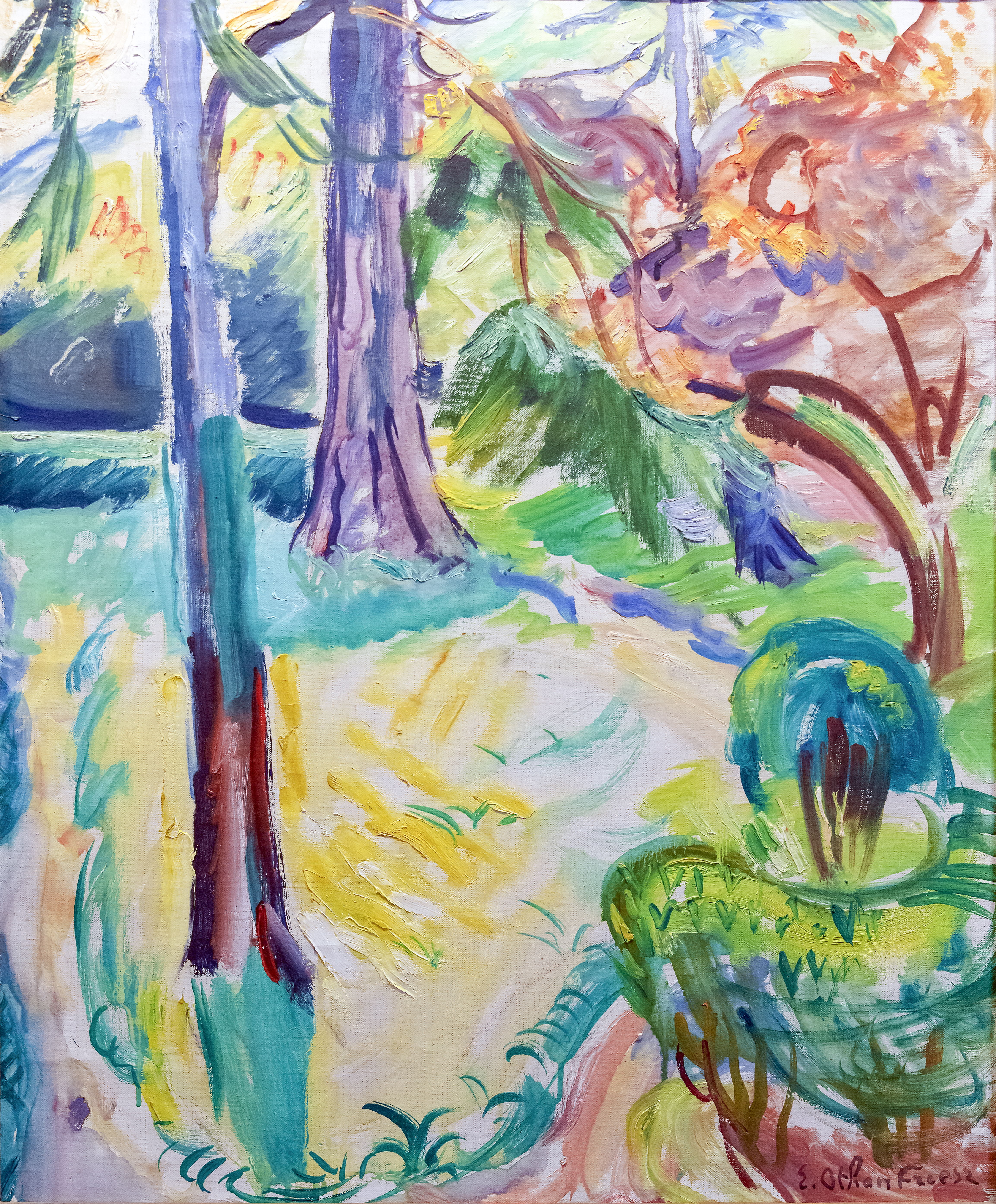
Jardin à Honfleur (1902)
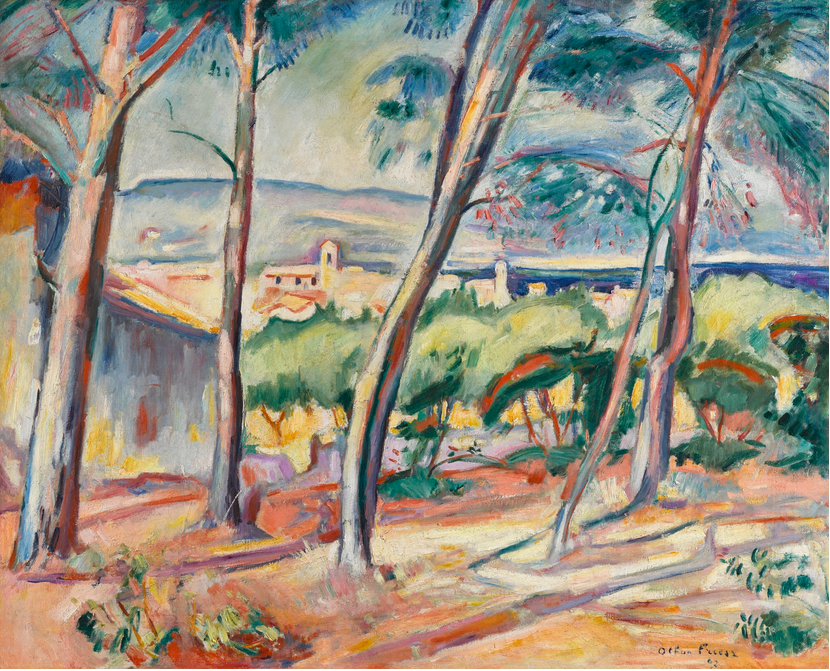
La Ciotat (1907)
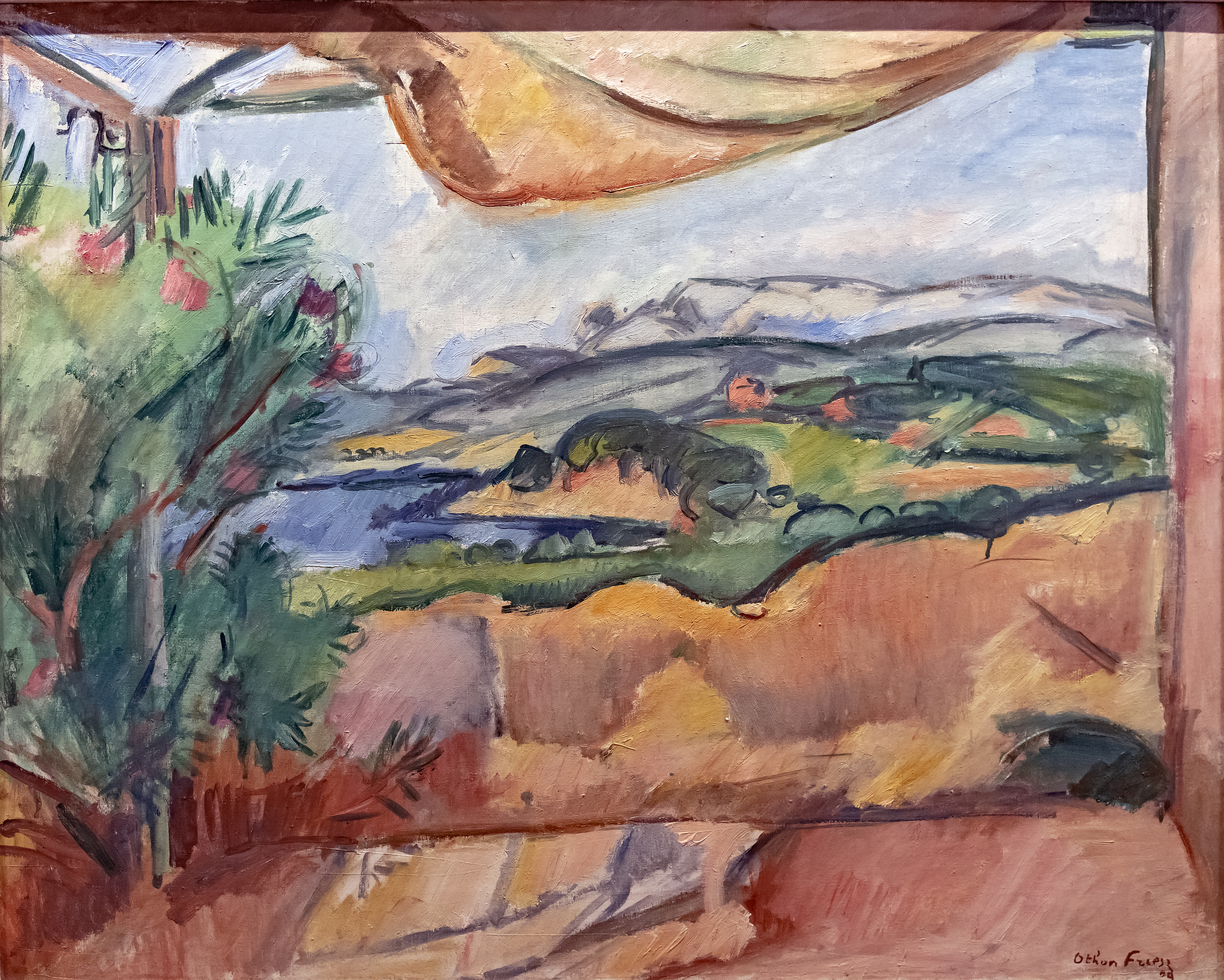
Paysage sur la terrasse (1909)
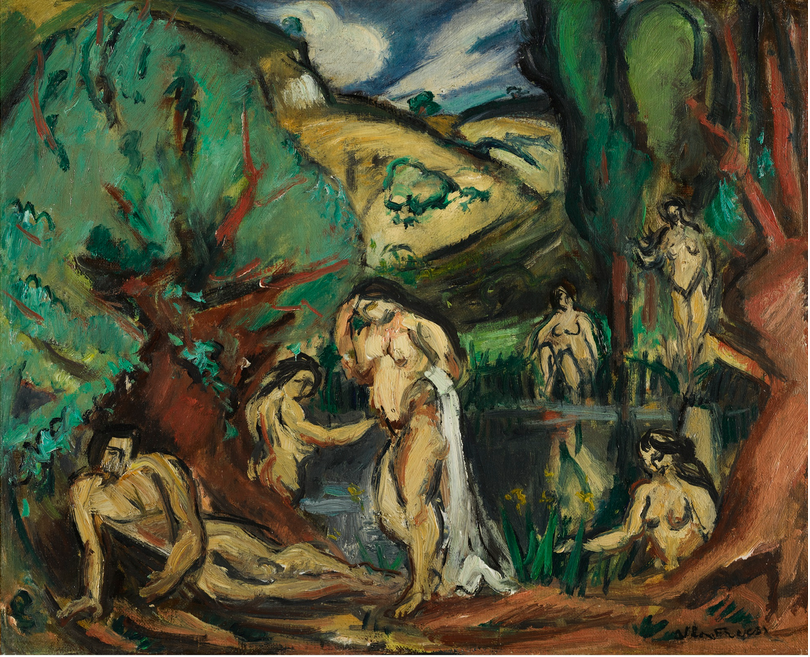
Les Baigneuses
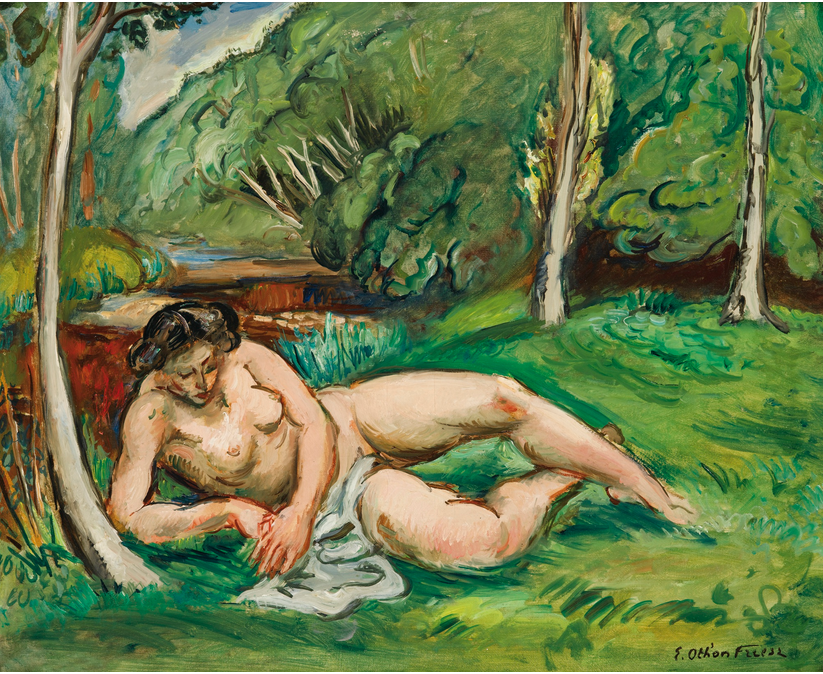
Nu allongé dans un paysage